# Едістіана

Африканський проконсуляр (125 р. н.е.)

Едістіана — стародавнє римсько – берберське місто в провінції Африки і в пізній античності у Бізацені . Воно було розташоване на території сучасного Тунісу .  Це була колишня католицька єпархія.
Едістіана була титулярним єпископством римо-католицької церкви .   
Відомий лише один єпископ Едістіани, Міггін, донатист, на Соборі в Карфагені (411 р.) . Едістіана існує сьогодні як титулярне єпископство ;    нинішнім титулярним єпископом є Йоганнес Крейдлер з Роттенбурга – Штутгарта . 